# 551510 Mariuszkukava
551510 Mariuszkukava è un asteroide della fascia principale esterna. Scoperto nel 2013, presenta un'orbita caratterizzata da un semiasse maggiore pari a 3,150215 UA e da un'eccentricità di 0,241925, inclinata di 25,557330° rispetto all'eclittica.